# Pieter Xavery

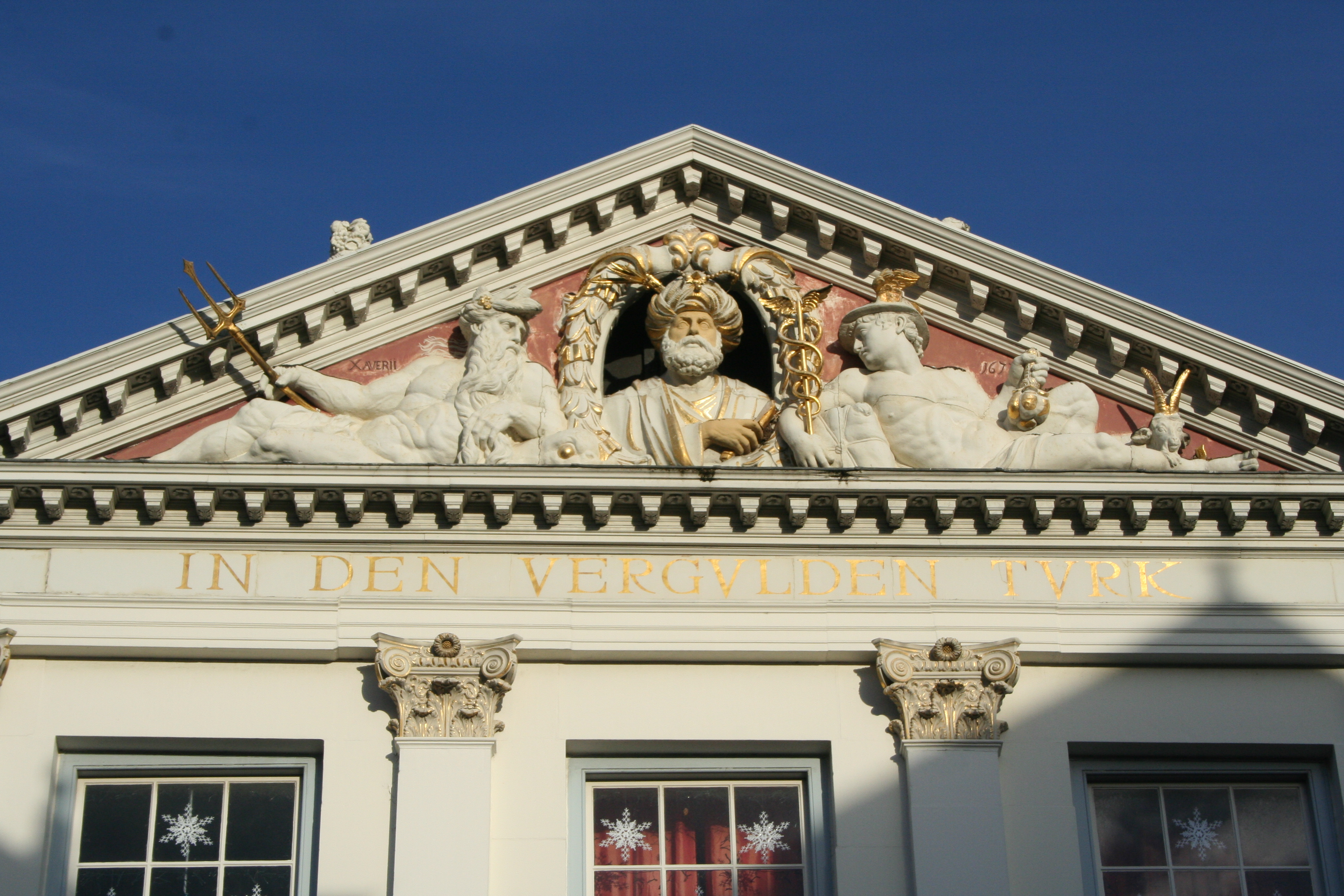
Frontón de In de Vergulde Turk de Leiden, 1673.

Pieter Xavery (Amberes, 1647 - Amberes, después de 1674) fue un escultor barroco flamenco. La parte principal de su obra la realizó durante su estancia en Holanda. Su apellido se recoge con múltiples variantes: Pieter Saverij, Pieter Savoriex, Pieter Xaveri, Pieter Xaverii, etc. 

## Vida
Poco se sabe de su infancia y formación. En 1670 fue a Leiden para estudiar matemáticas en su universidad. No está claro si lo hizo como compañero de su compatriota Rombout Verhulst o fue su sucesor. El mismo año de su llegada a Leiden se casó con Gertrude Bruysscher. Permaneció en la ciudad con el oficio de escultor. Allí se recoge su actividad hasta 1674, cuando volvió a Amberes. No hay registros de su trabajo posterior en estos u otros lugares.
Se cree que está emparentado con el también escultor Jan Baptist Xavery (Amberes, 1697 - La Haya, 1742)

## Obra

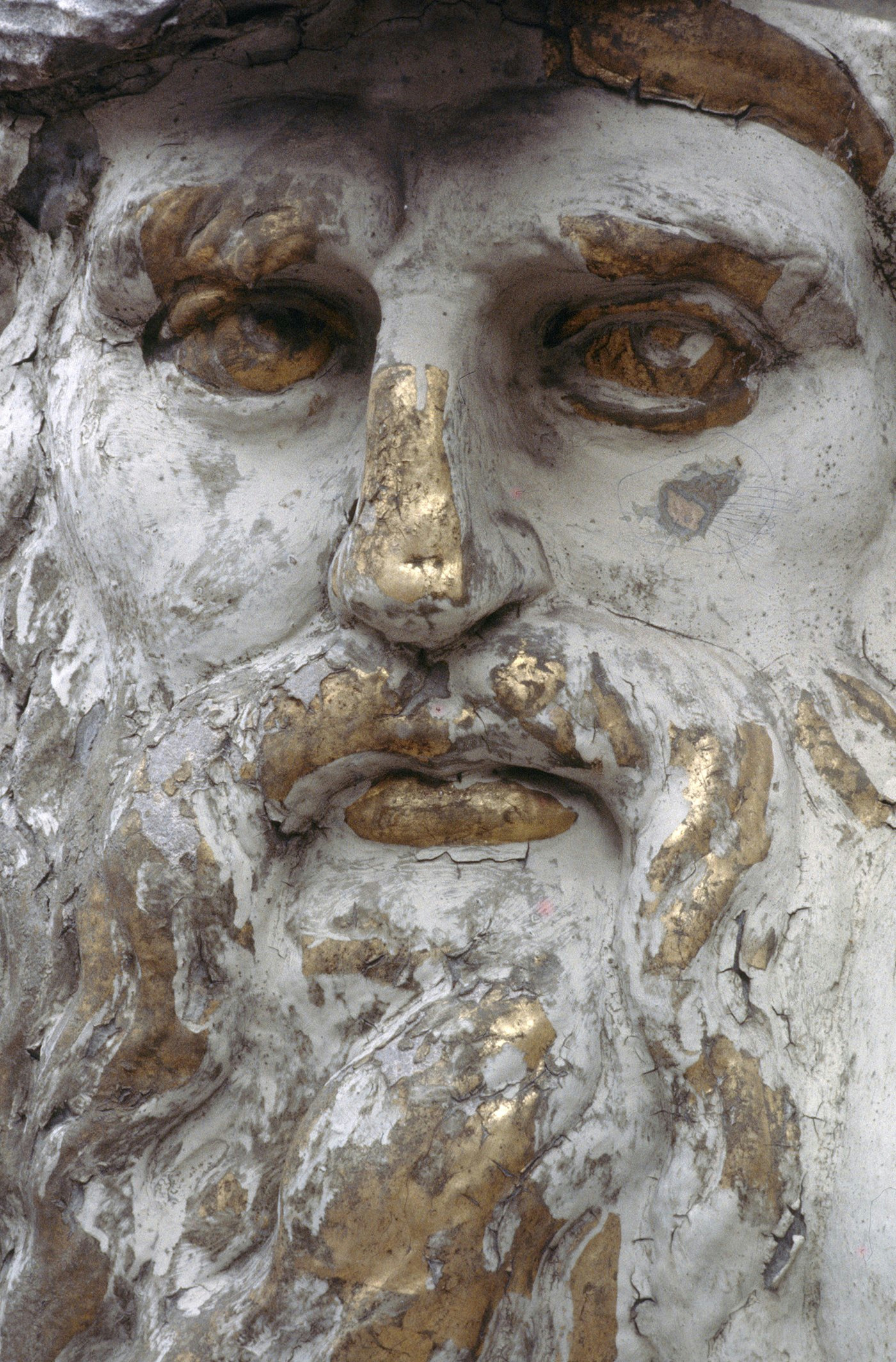
Detalle de Neptono, In de Vergulde Turk, Leiden, 1673.

Su primera obra conocida es Flagelación de Cristo, relieve en terracota datado en 1667, una de las pocas piezas de su mano con tema religioso. Su obra tiende a las escenas de género y la caricatura. En cuanto a materiales, la mayor parte son terracotas, con algunos ejemplos de marfil y bronce. Sus obras de pequeño formato muestran talento para la caricatura pintoresca. Son figuras de terracota con cabezas desproporcionadas y rasgos prominentes, que prefiguran el gusto rococó por la exageración, como muestran los Dos locos del Rijksmuseum.
También se conservan in situ algunas escultura monumentales, como la decoración en piedra para el frontón y gablete del Gravensteen de Leiden, el frontón de In den vergulden Turk ("la guilda turca", con las figuras de un turco, Neptuno, Mercurio y una cabra de Angora -relacionados con el comercio textil) y 23 figuras de jueces y legisladores para el Vierschaar ("tribunal").  He also made a series of busts of Roman emperors of which the plasters in Leiden are likely copies.
Hay una gran colección de su obra en el Rijksmuseum.